# سه کوشک
سه کوشک (به لاتین: Seh Kushk) یک منطقهٔ مسکونی در افغانستان است که در ولایت بادغیس واقع شده‌است.